# Eva-Maria Hagen
Eva-Maria Hagen (født Eva-Maria Buchholz den 19. oktober 1934, død 16. august 2022) var en tysk skuespiller og sanger. Hun var kendt som "DDR's Brigitte Bardot", men blev i DDR udelukket af politiske årsager.

## Biografi
Hun blev født Eva-Maria Buchholz i 1934 i Költschen i den østlige del af den preussiske provins Brandenburg (i dag Kołczyn i Polen), som datter af landarbejdere. Efter at have afsluttet læreplads som maskinarbejder i 1952 i DDR modtog hun skuespillerundervisning på Hochschule für Schauspielkunst Ernst Busch, HFS i Berlin og blev i 1953 optaget på Berliner Ensemble. Hagen fik sin debut på teatret i 1953 i Erwin Strittmatters stykke Katzgraben instrueret af Bertolt Brecht ved Berliner Ensemble.
I 1954 blev hun gift med Hans Oliva-Hagen og fik datteren Catherine (senere kendt som Nina Hagen). In 1957 fik hun sin filmdebut i Kurt Maetzigs komediefilm Vergeßt mir meine Traudel nicht. Hendes filmkarriere førte til, at hun fik tilnavnet "DDR's Brigitte Bardot". Fra 1958 arbejdede hun på Maxim-Gorki-Theater i Berlin. På Anhaltisches Theater havde hun succes som Eliza i musicalen My Fair Lady.
På trods af at være en succesfuld filmskuespiller blev hun af regimet hindret i sit arbejde grundet hendes ægteskab med den systemkritiske sanger Wolf Biermann. Hendes støtte til Biermann førte til, at hun blev fyret, og hun flyttede til Vesttyskland i 1977, hvor hun påbegyndte en ny karriere som sanger samtidig med, at hun fortsatte sin skuespillerkarriere. Efter murens fald medvirkede Hagen igen i film produceret i Babelsberg filmstudierne i Berlin, optrådte på teatret i stykker som Medea og sang sange af Bertholt Brecht.
Hagen boede i Hamborg, Berlin og i Uckermark. Hun var mor til sangeren og skuespilleren Nina Hagen og bedstemor til Cosma Shiva Hagen. Hun døde i Hamborg den 16. august 2022 i en alder af 87 år.

## Udvalgte filmografi
Source:
- Vergeßt mir meine Traudel nicht (1957) som Traudel
- Spur in die Nacht (1957) som Sabine
- Ware für Katalonien (1959) som Marion Stöckel
- Das Kleid (1961) som Katrin
- Reise ins Ehebett (1966) som Mary Lou
- Meine Freundin Sybille (1967) som Helena
- Die Fahne von Kriwoj Rog (1967) som Elfriede
- Die Legende von Paul und Paula (1973)
- Herzlich willkommen (1990) som sekretær